# Mirbelia taxifolia
Mirbelia taxifolia es una especie de planta floral del género Mirbelia, familia Fabaceae, orden Fabales.

## Distribución
Se distribuye por Australia Occidental.

## Taxonomía
Fue descrita por C. A. Gardner y publicada en Journal of the Royal Society of Western Australia 27: 177 (1942).